# شهین‌دخت شبیری
شهین‌دخت شُبِیری خوانندۀ زن کُرد اهل ایران و یکی از شاگردان علی تجویدی بود که از اوایل دهۀ ۱۳۴۰ همکاری خود را با رادیو آغاز کرد. شبیری برنامۀ «شاخه گل ۱۶۱» را اجرا نمود.
شبیری علاوه بر «شاخه گل ۱۶۱» در «گل‌های رنگارنگ ۴۰۱» و «شاخه گل ۳۰۸ و ۳۱۶» هم ترانه خوانده‌است.
وی در چندین فیلم فارسی هم ترانه خوانده که از آن جمله می‌توان به فیلم اعتراف اشاره کرد.
شهین‌دخت شبیری در اواخر دهه ۱۳۴۰ به همراه همسرش به خاطر تحصیلات در رشته پزشکی عازم انگلستان شد و در حین اقامت در لندن به همراه سنتور نصرتی برنامه‌های متعددی را در رادیو فارسی بی‌بی‌سی برای ایرانیان مقیم لندن اجرا کرد. این برنامه‌ها، نظیر «یک شاخه گل» و در حقیقت برنامه‌هایی شاعرانه بودند.
اولین ترانه‌ای که شهین‌دخت شبیری پس از بازگشت اجرا کرد «از ما گذشت» نام داشت که در «شاخه گل ۳۰۸» اجرا شده‌است و حاصل اوج همکاری وی با «علی تجویدی» بر روی غزلی از شهر آشوب (سنائی) می‌باشد که در آن سال‌ها بسیار محبوبیت پیدا کرد.
شهین‌دخت شبیری در دهۀ ۱۳۵۰ فعالیت خود را بسیار کم کرد و قبل از مرگش که پس از انقلاب اتفاق افتاد، آلبومی بنام «تمنّا» در لس آنجلس منتشر کرد.
وی خواهر شهرام شبیری، هنرپیشه سینمای ایران بود.